# كأس تونس للكرة الطائرة للرجال 2019–20
كأس تونس للكرة الطائرة للرجال 2019-2020 هو الموسم رقم 64 من كأس تونس للكرة الطائرة للرجال.

فاز بهذا الموسم الترجي الرياضي التونسي.

## روابط خارجية
- الموقع الرسمي للجامعة التونسية للكرة الطائرة.